# Marcin Bochynek
Marcin Bochynek (ur. w 8 września 1942 w Zabrzu) – polski piłkarz, trener.

## Kariera piłkarska
Karierę zawodniczą rozpoczął w Górniku Zabrze, był także zawodnikiem Zawiszy Bydgoszcz i Stali Rzeszów. Jest absolwentem katowickiej AWF.

## Kariera trenerska
Karierę trenerską rozpoczynał w Górniku Knurów. Największy sukces w swojej trenerskiej karierze odniósł prowadząc Górnika Zabrze z którym wywalczył Mistrzostwo Polski w 1988 roku. Drużyna Górnika dowodzona przez trenera Bochynka rozegrała pamiętne mecze z Realem Madryt, prowadzonym wówczas przez późniejszego trenera polskiej kadry narodowej Leo Beenhakkera, w Pucharze Europy, kiedy po porażce 0:1 na Stadionie Śląskim rozegrała bardzo dobre spotkanie na Estadio Santiago Bernabéu w Madrycie prowadząc do 77 minuty 2:1.
Kolejnym sukcesem Bochynka było wprowadzenie Odry Wodzisław do Ekstraklasy 1995/1996 i znakomity pierwszy sezon Odry w Ekstraklasie, w którym Odra zajęła 3. miejsce tuż za drużynami Widzewa Łódź i Legii Warszawa. W 2006 ponownie był trenerem Odry Wodzisław zastępując na tym stanowisku Waldemara Fornalika.

## Sukcesy

### Trenerskie
- Mistrzostwo Polski: 1988
- Superpuchar Polski: 1988